# Family Circle Cup 1977
Il Family Circle Cup 1977 è stato un torneo di tennis giocato sulla terra verde.
È stata la 5ª edizione del Family Circle Cup, che fa parte del WTA Tour 1977.
Si è giocato al Sea Pines Plantation di Hilton Head Island negli Stati Uniti dal 28 marzo al 3 aprile 1977.

## Campionesse

### Singolare
Chris Evert ha battuto in finale  Billie Jean King con il punteggio di 6–0, 6–1

### Doppio
Rosemary Casals /  Chris Evert hanno battuto in finale  Françoise Dürr /  Virginia Wade con il punteggio di 1–6, 6–2, 6–3